# Berberodes cassiteris
Berberodes cassiteris là một loài bướm đêm trong họ Geometridae.